# Longtai, Gansu
Longtai är en köping i nordvästra Kina. Den ligger i Wushan härad i staden Tianshui i provinsen Gansu, omkring 190 kilometer sydost om provinshuvudstaden Lanzhou. Antalet invånare är 11 063. Befolkningen består av 5 638 kvinnor och 5 425 män. Barn under 15 år utgör 29,0 %, vuxna 15-64 år 61 %, och äldre över 65 år 8,0 %.